# Yraguara annulipes
Yraguara annulipes is een hooiwagen uit de familie Gonyleptidae.